# Меса Виста (Калифорнија)
Меса Виста (енгл. Mesa Vista) насељено је место без административног статуса у америчкој савезној држави Калифорнија.

## Демографија
По попису из 2010. године број становника је 200, што је 18 (9,9%) становника више него 2000. године.
| Група             | 2000.       | 2010.       |
| Белци             | 157 (86,3%) | 172 (86,0%) |
| Афроамериканци    | 6 (3,3%)    | 0 (0,0%)    |
| Азијати           | 0 (0,0%)    | 2 (1,0%)    |
| Хиспаноамериканци | 8 (4,4%)    | 11 (5,5%)   |
| Укупно            | 182         | 200         |